# Estação Glòries

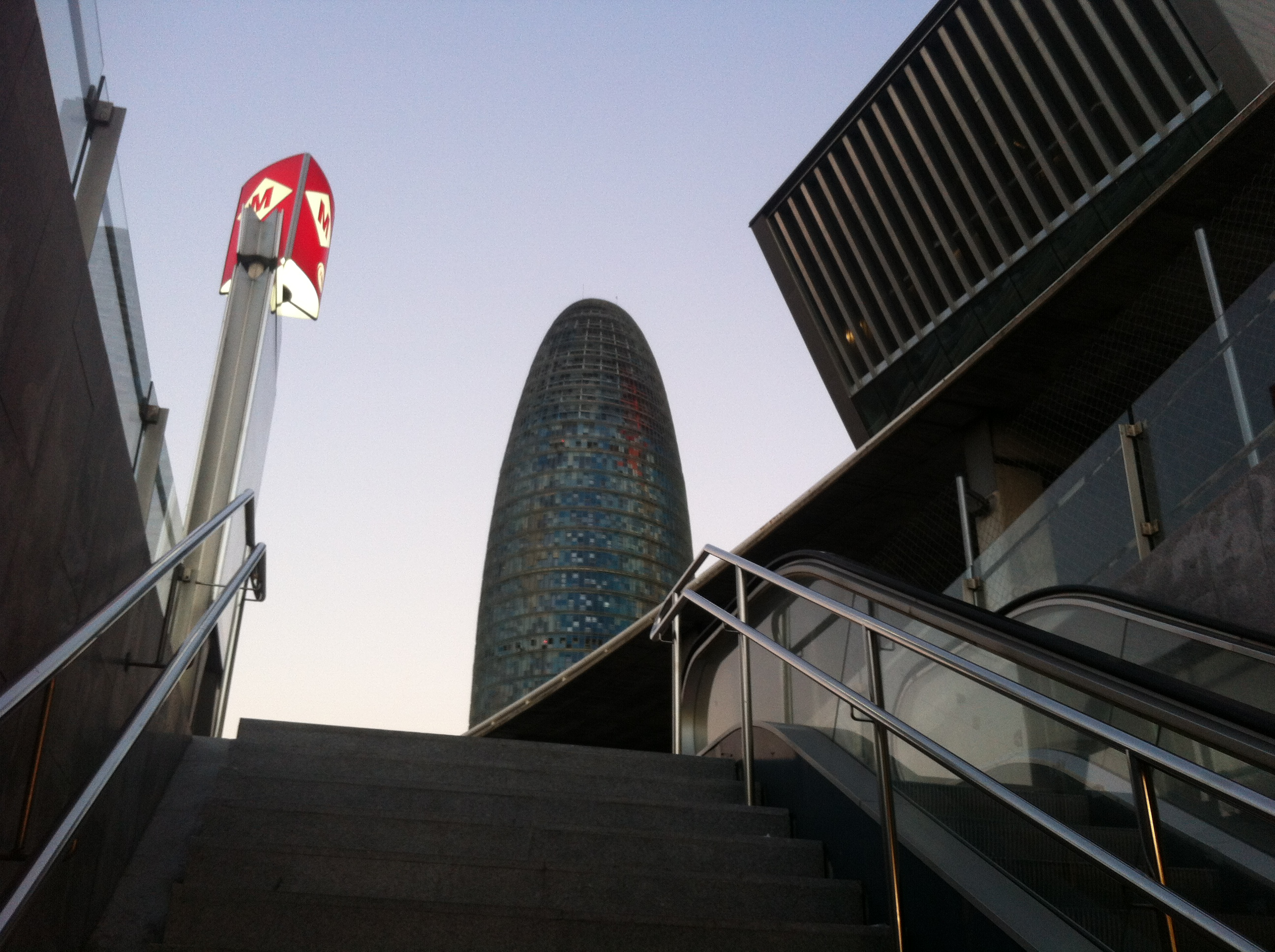
Acesso à estação.

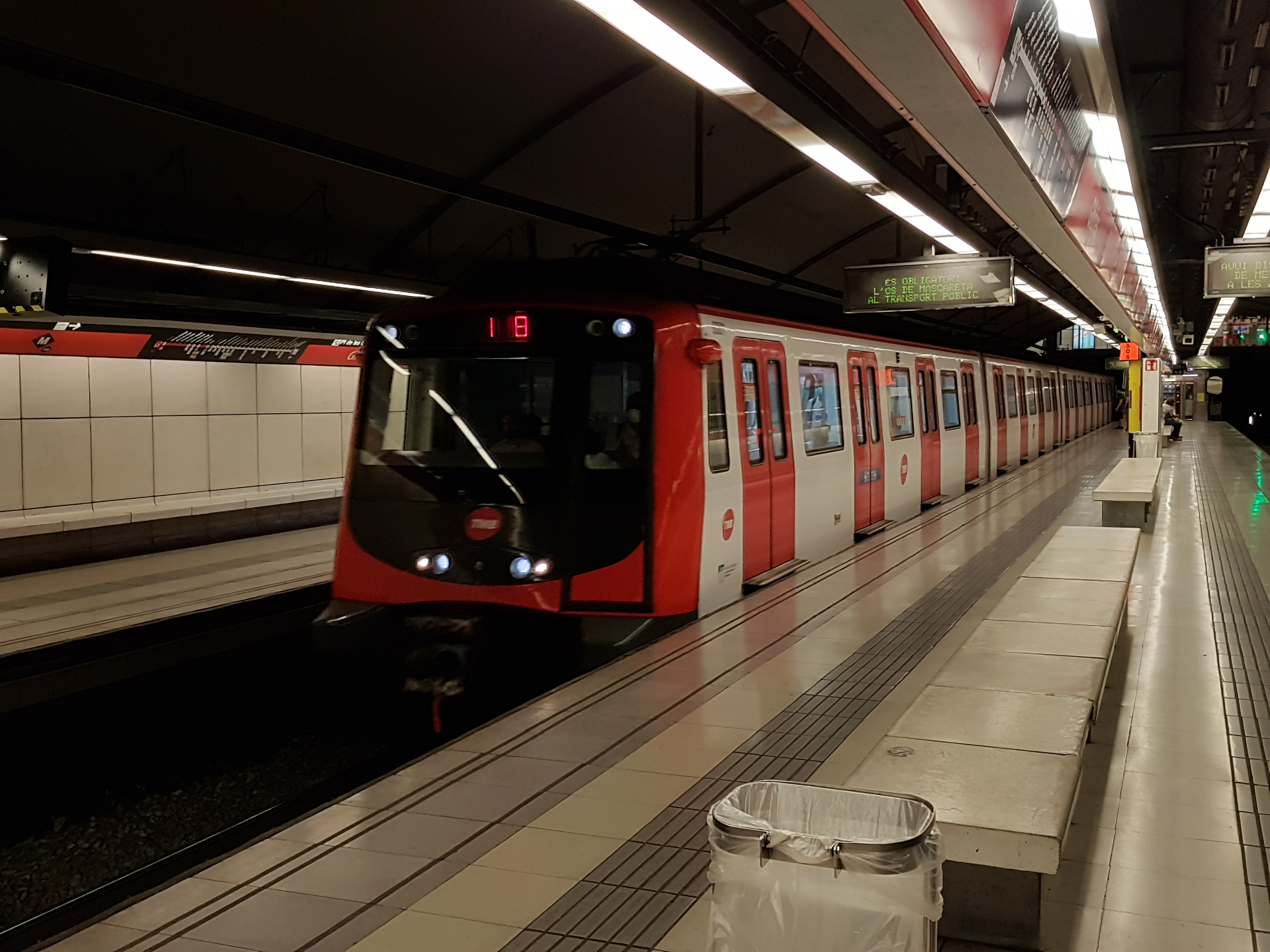
Estação Glòries em 2020.

Glòries é uma estação da Linha 1 do Metro de Barcelona. Entrou em funcionamento em 1951.

## Localização
A estação está situada entre os distritos de Eixample e Sant Martí de Barcelona. É servido pela linha L1 da Transportes Metropolitanos de Barcelona. A estação tem o nome da vizinha Plaça de les Glòries Catalanes.